# Madeleine Vivan
Pour les articles homonymes, voir Vivan.
Madeleine Vivan, nom de plume de Madeleine Dallet, née le 19 août 1912 à Montbert et morte le 15 octobre 2020 à Verson, est une poétesse et romancière française.

## Biographie
Elle fait des études en Lettres à l'Université de Rennes, puis à la Sorbonne. 
Elle aborde l'écriture par la publication de poèmes dans des revues. En 1936, elle fait paraître Une maison, un premier roman, et l'année suivante, Village noir, un récit autobiographique où elle évoque la figure de son père.  Vingt ans plus tard, elle donne L'escalier a 120 marches. En 1961, dans la collection Le Masque, paraît Chacun tue ce qu'il aime, un roman policier où Martinet, le directeur d'une agence de détectives, envoie deux de ses employés à l'hôtel Négrita sur les rives du lac Léman. Les deux enquêteurs, le narrateur et Juliette, se font passer pour le vicomte et vicomtesse de Bal-mont, afin d'enquêter sur la mort de la riche lady Pénélope que tout le monde aimait : le directeur du palace, les membres du personnel, le neveu pasteur, l'agent de publicité, le marchand de Beaune, et même le Général. Pourtant, l'un de ses personnages est responsable de la tragique mort de lady Pénélope. 
Quelques-unes des poèmes de Madeleine Vivan ont été publiés dans l'anthologie Sur les chantiers de la poésie en 1978.
Devenue, après son mariage, Madeleine Schérer, elle est la tante de l'écrivain Jean-Marie Dallet.

## Œuvre

### Romans
- Une maison, Paris, Rieder, 1936
- Village noir, Paris, Rieder, 1937
- L'escalier a 120 marches, Paris, Julliard, 1957
- Chacun tue ce qu'il aime, Paris, Librairie des Champs-Élysées, coll. Le Masque no 718, 1961

### Autres publications
- Une odeur de girofle, Caen, Les Cahiers du Val Saint-Père no 7, 1981
- Sur les chantiers de la poésie : la poésie, les poètes, autoportraits et attitudes, poésie, langage, société, visions et expériences..., Bassac, Plein chant no 39-10, 1978 (anthologie regroupant des œuvres de plusieurs poètes)

## Sources
- Jacques Baudou et Jean-Jacques Schleret, Le Vrai Visage du Masque, vol. 1, Paris, Futuropolis, 1984, 476 p. (OCLC 311506692), p. 4485.